# Počekovina
Počekovina (cyr. Почековина) – wieś w Serbii, w okręgu rasińskim, w gminie Trstenik. W 2011 roku liczyła 754 mieszkańców.